# Passoscuro
Passoscuro (talvolta indicato come Passo Oscuro, toponimo usato in precedenza) è un piccolo abitato sulla costa del Lazio, nel tratto litoraneo a nord-ovest di Roma, a settentrione del centro abitato di Fregene, dal quale dista 5 km.
Da un punto di vista amministrativo, è una frazione del comune di Fiumicino, ricadente nella ex quarantasettesima zona di Roma (Z. XLVII, Palidoro), nell'Agro Romano. L'abitato, di storia urbanistica piuttosto recente, risale al Novecento e sorge nelle immediate adiacenze della costa sabbiosa del litorale laziale.

## Storia

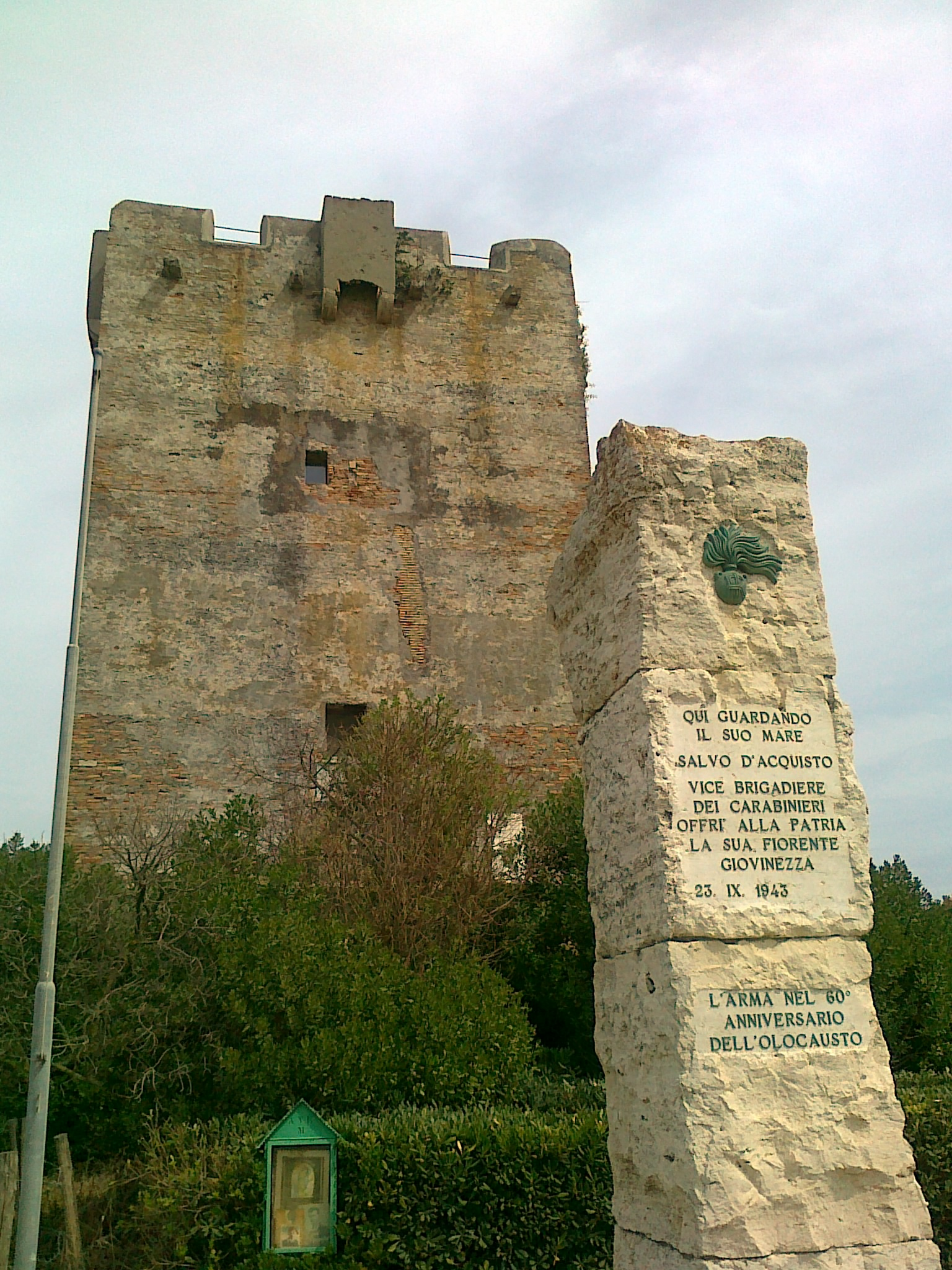
Torre di Palidoro, con la targa commemorativa dedicata a Salvo D'Acquisto

L'area in cui sorge l'abitato era sicuramente frequentata fin dall'età romana: poco più a nord, in località Torre di Palidoro, a ridosso della duna costiera, sono emersi alcuni resti archeologici in opus reticolatum appartenenti a una villa romana.
Il toponimo viene fatto derivare da un passaggio costiero frequentato dai cacciatori, menzionato in una nota di papa Benedetto XIII nel 1724.
Nella porzione a settentrione dell'abitato novecentesco, presso la foce del Fosso delle cadute, ricadente in un'area di proprietà privata, sorge una torre di guardia costiera, detta Torre di Palidoro, nei cui pressi giacciono le già citate vestigia della villa romana. La torre fu eretta nell'XI secolo, in funzione difensiva, quale presidio della costa contro le minacce della scorrerie saracene. Cessata la sua ragione difensiva, la torre cadde in rovina e fu ricostruita molto più tardi, nel XVI secolo.
Quest'area fu poi donata all'ospedale Pio Istituto del Santo Spirito di Roma dalla famiglia Peretti, tenutaria del vicino Castello di Torre In Pietra.

### Sviluppo urbanistico novecentesco
L'abitato moderno iniziò a popolarsi durante gli anni venti del Novecento, quando l'area era frequentata soprattutto da pescatori. Lo sviluppo urbano proseguì, in maniera disordinata e "irrazionale", dopo la seconda guerra mondiale. Intorno agli anni quaranta-cinquanta, dopo che l'area era stata integralmente bonificata, vi vivevano poco più di 200 famiglie, sistemate in baracche precarie, e "tucul" realizzati in legno, argilla, frasche e canne palustri. Emarginati dalle aree urbanizzate, questi primi abitanti di Passo Oscuro "vivevano di rane, pesci d'acqua dolce e d'acqua salata, caccia di frodo, raccolta nel bosco".
L'organicità informale e irrazionale di questa architettura di emergenza è andata via via offuscandosi sotto la spinta dell'abusivismo edilizio degli ultimi decenni del Novecento, con l'edificazione di piccole abitazioni in muratura, anche su terreni non di proprietà, occupati abusivamente, a volte per evoluzione e trasformazione di precedenti baracche. Spesso la tipologia costruttiva ricadeva nel campo dell'autocostruzione. A questo fenomeno si aggiunse la proliferazione delle seconde case illegali. Questo processo di crescita disordinata ha dato vita a una congerie di architetture che conferisce all'abitato, all'inizio degli anni 2000, un'apparenza organica e metafisica.
L'abitato si presenta come un agglomerato di case piccole e basse (in genere di uno o due piani), attraversato per tutta la sua lunghezza da una strada maestra che corre all'interno del paese, parallela alla costa. Le abitazioni si spingono fin oltre il limitare della spiaggia, dove una volta doveva ergersi la duna costiera. Per questo motivo, l'abitato non dispone nemmeno di un lungomare: dalla strada tortuosa che corre più vicina alla linea di costa il mare si vede solo a sprazzi, negli spazi di soluzione del continuum edilizio, che impedisce del tutto la visione del mare.
L'area più a settentrione, in località Torre di Palidoro, fu teatro dell'esecuzione di Salvo D'Acquisto il 23 settembre 1943.
Appena più a nord della torre, in un'area anch'essa disabitata, in prossimità della duna costiera sorge un polo pediatrico nel quale sono stati dislocati alcuni padiglioni e specialità mediche facenti parte dell'complesso ospedaliero del Bambino Gesù, la cui struttura principale è ubicata nel centro storico di Roma.
Nei due decenni a cavallo tra XX e XXI secolo, l'abitato ha attratto molti immigrati stranieri soggiornanti in Italia, soprattutto rumeni, che l'hanno scelta come luogo di residenza.

## Confini
L'area circostante Passoscuro confina a nord con i comuni di Ladispoli e Cerveteri, a ovest con il mar Tirreno, a sud con la zona Z.XLIII Maccarese Nord, a sud-est con la ex zona Z.XLVI Torrimpietra, a est con la zona Z.XLIX Santa Maria di Galeria.

## Turismo balneare

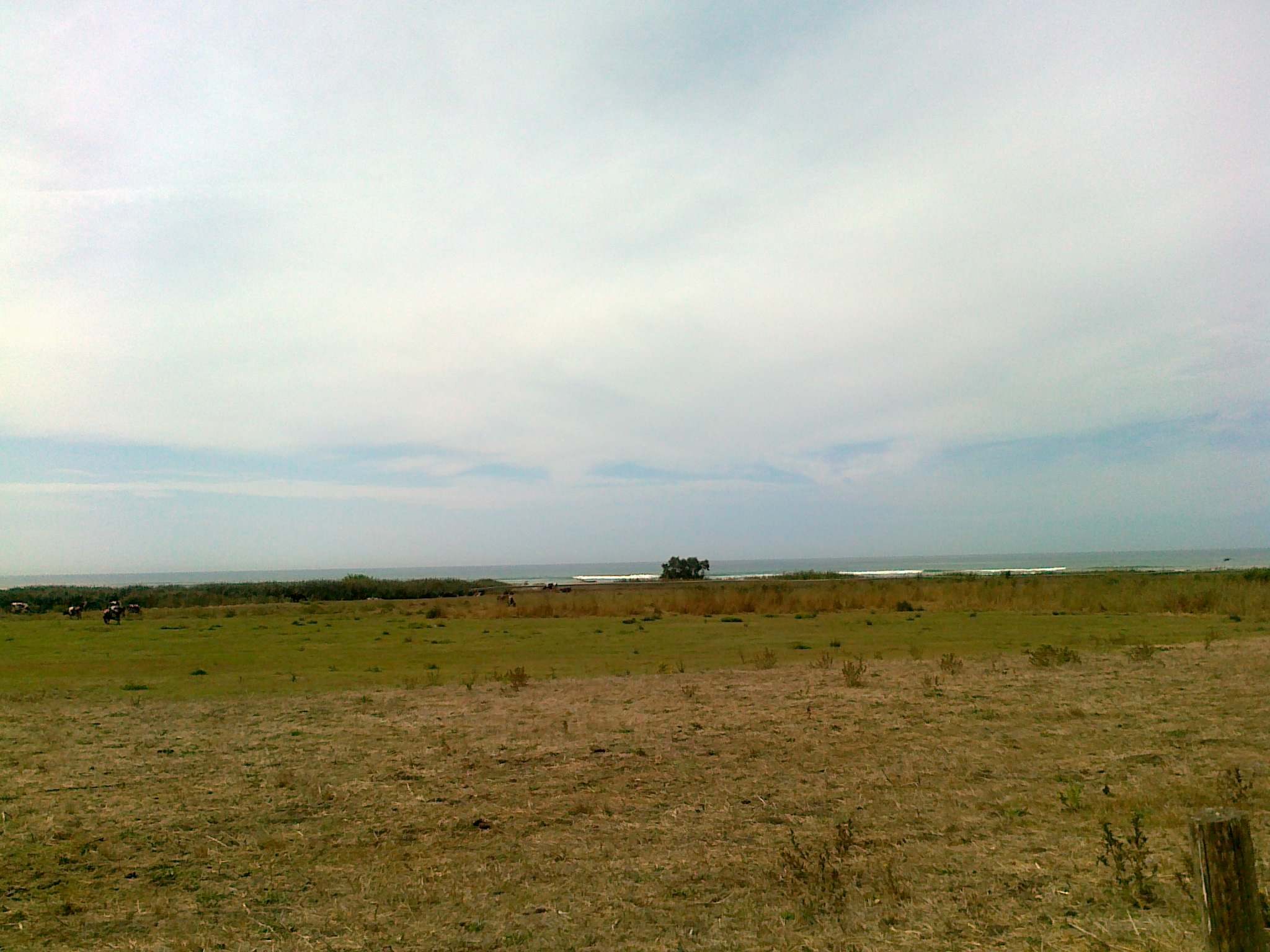
Agro Romano, duna costiera e, sullo sfondo, il Mar Tirreno a nord di Passoscuro.

L'abitato sorge in prossimità dell'ampia spiaggia sabbiosa che caratterizza il litorale laziale a nord di Fiumicino.
È la più settentrionale delle aree balneari di Fiumicino e riveste un certo interesse turistico d'estate, quando diventa meta giornaliera di bagnanti pendolari provenienti soprattutto dalla vicina capitale o da campeggi e strutture ricettive ubicate della zona e nei dintorni.
Grazie alla sua posizione, lievemente decentrata e meno battuta dalle rotte del turismo residenziale e pendolare, il litorale di Passoscuro offre coste più intatte, con la presenza di dune costiere ancora conservate, rispetto alle spiagge più meridionali, oggetto di più intensa frequentazione turistica.

## Cinema

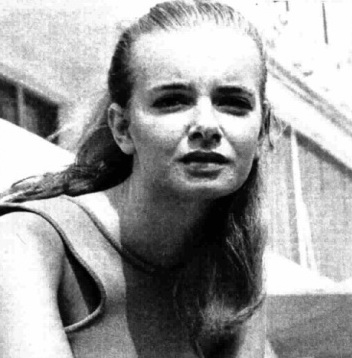
Paola (Valeria Ciangottini) sulla spiaggia di Passoscuro, nella scena finale del film La dolce vita.

Le spiagge di Passoscuro furono scelte da Federico Fellini per girarvi la memorabile scena conclusiva del film La dolce vita, quella della inattesa visione della carcassa di una manta tirata in secco da pescatori.
Dopo la curiosità, l'eccitazione, e le grida suscitate nella comitiva di Marcello Rubini (Marcello Mastroianni) dalla vista del singolare rinvenimento del mostro marino putrescente (morto da giorni e finito nelle reti da pesca), il protagonista si accovaccia sulla sabbia, reduce, come gli altri, dai bagordi di una festa notturna di vip. Mentre spunta l'alba, avviene allora l'"apparizione" della fanciulla umbra di nome Paola (Valeria Ciangottini), che Marcello aveva conosciuta in un momento precedente del film. Sarà l'ultimo incontro tra i due, che tenteranno di comunicare da una sponda all'altra del Fosso delle cadute: disturbata dal forte rumore del mare e del vento, la ragazza tenta invano di rievocare, mimando le movenze di una danza, le circostanze del loro primo incontro nella trattoria in cui la ragazza lavorava.
In una trattoria di Passoscuro era stata girata anche la scena del primo approccio tra i due personaggi che saranno poi protagonisti della scena che conclude il film.
Nell'estate del 2021, Passoscuro è stata usata come location principale per girare il film L'immensità, di Emanuele Crialese con l'attrice Premio Oscar Penélope Cruz. La pellicola è stata presentata alla 79ª Mostra internazionale d'arte cinematografica di Venezia.

## Sport

### Calcio
- Polisportiva Passoscuro che, nel campionato 2019-20, milita nel campionato maschile di Prima categoria.[12]
- calcio a 5 milita nel campionato di serie D